# Station Vanløse
Vanløse is een station van de S-tog in Kopenhagen dat op 15 juni 1898 werd geopend.

## Geschiedenis
Op 15 juni 1879 opende de SJS de spoorlijn Frederiksberg - Frederikssund (Frederikssundbanen) die bij Frederiksberg aftakte van de rest van het spoorwegnet. Aanvankelijk waren er geen tussenstations ten oosten van Herlev, maar in 1880 kreeg een groep burgers het voor elkaar om een halte in Husum te krijgen. Dit gaf een vergelijkbare groep in Vanløse moed om ook daar een halte te vragen. De DSB die in 1885 de SJS overnam was bereid om de halte te bouwen op kosten van de bewoners. Het station werd geopend op 15 juni 1898. 
De opening van een nieuw centraal station voor Kopenhagen op 1 december 1911 betekende de opheffing van de lijn tussen Frederiksberg en het oude centraal station (1864 – 1911). Om de treindienst tussen Vanløse en het nieuwe centraal station in stand te houden werd de Frederikssundbanen ten oosten van Vanløse op een nieuw enkelsporig tracé naar Valby te leggen. De sporen tussen Vanløse en Frederiksberg bleven bestaan en werden gebruikt voor goederenverkeer totdat op 1 april 1914 een pendeldienst tussen Vanløse en Frederiksberg van start ging. Vanløse werd hierdoor overstappunt tussen de Frederikssundbanen en de pendeldienst, die de kopsporen gebruikte. 

## S-tog
Op 3 april 1934 werd de eerste S-tog lijn (lijn F) geopend tussen Frederiksberg en Klampenborg. Deze reed via Vanløse en maakte daar kop voor de voortzetting van de reis, in feite was dit een verlenging van de pendeldienst. Ten noorden van Vanløse werd gereden over de in 1930 geopende goederenringlijn. Het omkeren in Vanløse was een tijdrovende zaak en betekende ook meerdere elkaar kruisende treinbewegingen zowel in het station als bij het in en uitvoegen op de goederenringlijn. Op 23 september 1941 werd een tweede S-tog lijn (lijn H) tot Vanløse verlengd, waar kon worden overgestapt op lijn F en de treinen verder naar het westen. Op 16 mei 1949 werd ook de lijn ten westen van Vanløse onderdeel van de S-tog. In 1996 werd besloten tot de aanleg van een metronet dat Vanløse als westelijk eindpunt zou krijgen door het tracé van lijn F ten oosten van Vanløse daarin op te nemen. 
De lijn tussen Vanløse en Frederiksberg werd in januari 2000 gesloten voor de ombouw tot metro, zodat Vanløse het zuidelijke eindpunt werd van de S-tog lijn F. De verbindingsboog tussen Vanløse en Grøndal werd in april 2001 gesloten waarna de ombouw van de laag gelgen kopsporen tot metrostation kon beginnen, S-tog lijn F kreeg een tijdelijk zuidelijk eindpunt bij de C.F. Richs Vej. Het metrostation werd op 12 oktober 2003 geopend.

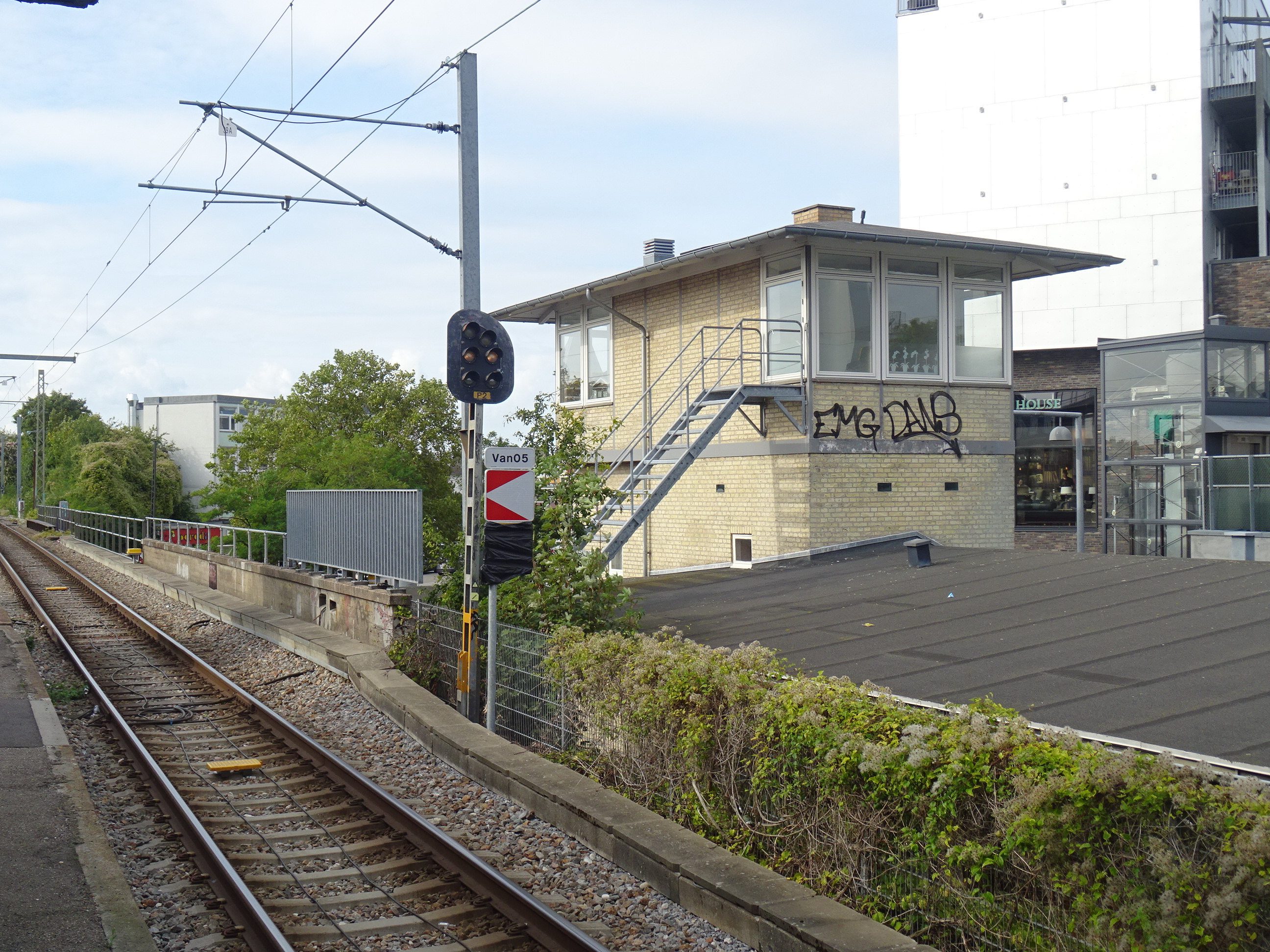
Uitrijsein en seinhuis aan de westkant.
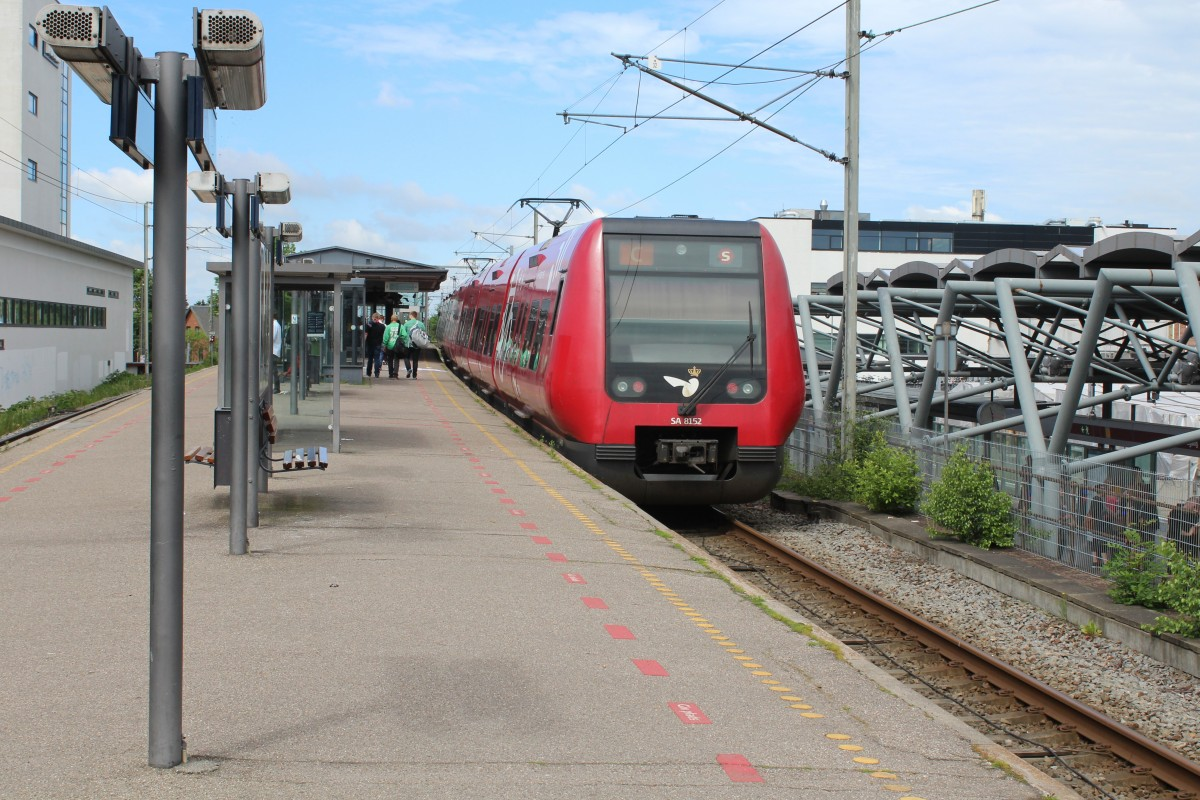
Het S-tog perron op het talud.
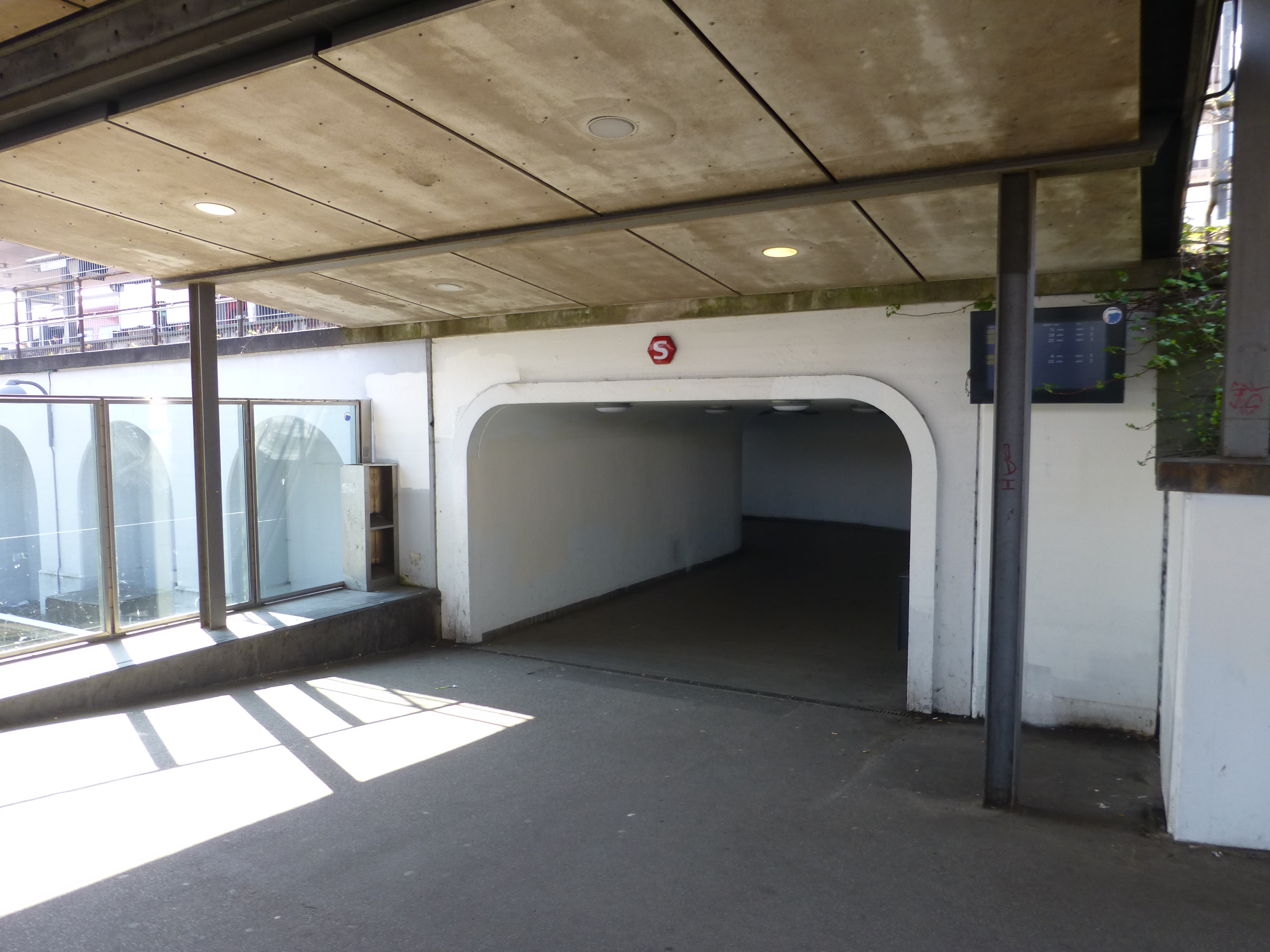
De reizigerstunnel tussen metro en S-tog

Frederikssund · Vinge · Ølstykke · Egedal · Stenløse · Veksø · Kildedal · Måløv · Ballerup · Malmparken · Skovlunde · Herlev · Husum · Islev · Jyllingevej · Vanløse · Flintholm · Valby · Carlsberg · Dybbølsbro · København H · Vesterport · Nørreport · Østerport · Nordhavn · Svanemøllen · Hellerup · Charlottenlund · Ordrup · Klampenborg
Frederikssund · Ølstykke · Egedal · Stenløse · Veksø · Måløv · Ballerup · Malmparken · Herlev · Vanløse · Flintholm · Peter Bangs Vej · Langgade ·  Valby · Carlsberg · Dybbølsbro · København H · Vesterport · Nørreport · Østerport